# كين دوناهو
كين دوناهو (بالإنجليزية: Ken Donahue)‏ هو لاعب كرة قدم أمريكية أمريكي، ولد في 28 فبراير 1925 في Corryton, Tennessee ‏ في الولايات المتحدة، وتوفي في 21 مارس 2001.